# Bicsérd
Bicsérd es un pueblo ubicado en el distrito de Szentlőrinc, en el condado de Baranya, Hungría.

## Superficie
Posee una superficie de 19,75 kilómetros cuadrados.

## Demografía
Hasta 2019 la población era de 1000 habitantes, con una densidad de población de 50,63 habitantes por kilómetro cuadrado.